# Sept-Rivières
Sept-Rivières ist eine regionale Grafschaftsgemeinde (französisch municipalités régionales de comté, MRC) in der kanadischen Provinz Québec.
Sie liegt in der Verwaltungsregion Côte-Nord und besteht aus vier untergeordneten Verwaltungseinheiten (zwei Städte und zwei gemeindefreie Gebiete). Die MRC wurde am 18. März 1981 gegründet. Der Hauptort ist Sept-Îles. Die Einwohnerzahl beträgt 35.441 (Stand: 2016) und die Fläche 30.469,99 km², was einer Bevölkerungsdichte von 1,2 Einwohnern je km² entspricht.

## Gliederung
Stadt (ville)
- Port-Cartier
- Sept-Îles

Gemeindefreies Gebiet (territoire non-organisé)
- Lac-Walker
- Rivière-Nipissis

Auf dem Gebiet der MRC Sept-Rivières liegen auch die Indianerreservate Maliotenam und Uashat, die aber autonom verwaltet werden und Enklaven bilden.

## Angrenzende MRC und vergleichbare Gebiete
- Caniapiscau
- Division Nr. 10, Neufundland und Labrador
- Minganie
- La Haute-Gaspésie
- Manicouagan